# テム・レイ
テム・レイ (Tem Ray) は、テレビアニメ『機動戦士ガンダム』に登場する架空の人物。初回のテレビ放映では「ティム・レイ」と表記されていた。

## 人物
地球連邦軍の技術士官であり、階級は大尉。本編の主人公アムロ・レイの父親で、妻はカマリア・レイ。V作戦の中心人物であったとされ、モビルスーツ (MS) ガンダムの設計にも大きく関わっている。もともとはスペース・コロニーの建築技師であるとも言われ、一年戦争勃発と同時に軍に移籍したという。登場回はテレビ版の第1話・33話・34話、劇場版三部作は『機動戦士ガンダム』・『機動戦士ガンダム III めぐりあい宇宙編』である。
アムロとの関係
ホワイトベースの私室の机の上にアムロの写真を置いていたり、ジオンにアムロと同年代の少年兵がいることを気にしているなど、息子への愛情は持っていたようである。アムロによれば、息子である自分を一度も殴ったことがない。ガンダムの設計を見て「親父が熱中するわけだ」と素直に納得する辺り、内向的で物事にのめり込みやすい似た者親子といえる。サイド6での再会時に、当初素直に生存を喜んでいたアムロの態度には、何かしら父親に期待するところがあるなど平凡な親子関係が垣間見える。
妻との関係
妻のカマリアとの関係は冷え切っており、宇宙生活を始める際に、それに馴染めないと訴えて地球に残ろうとする彼女を引っ張ってゆく素振りも見せなかった。またサイド7に技師として赴任する際に、宇宙を経験させたいという意向でアムロを連れていく描写がある。

## 劇中での活躍
テレビ版第1話（および劇場版『機動戦士ガンダム』序盤）で、強襲揚陸艦ホワイトベース (WB) に乗艦する技術士官として登場。サイド7に入港後、そこで極秘に建造されていたガンダムなどのMSをWBに積み込む任務に当たるが、ジオン公国軍のシャア・アズナブル少佐の率いるモビルスーツ部隊が奇襲をかけてきたため、サイド7の避難民よりもガンダムを優先してWBに移送させようとする。しかし、アムロによって偶然起動されたガンダムがジーンのザクを撃破した爆発に巻き込まれ、ノーマルスーツはあらかじめ着用していたものの、スペースコロニーに開いた穴から同行していた関係者と共に宇宙へ投げ出される。
その後、WBがサイド6の中立コロニーに入港する第33話（および劇場版『機動戦士ガンダムIII めぐりあい宇宙編』序盤）で、市街地にて偶然アムロと再会する。経緯は不明だが、サイド6（中立サイド）のコロニーに流れ着き、そこのジャンク屋で住み込みをさせてもらっていた（サイド6の船に助けられたとも言われる）。しかしテムは宇宙を漂流中に酸素欠乏症を患い、軽い記憶喪失になってしまっていた、しかし、再会の第一声はガンダムの戦果についてであり、アムロがガンダムのパイロットであることは知っていた（第34話ではそのことが嬉しいとも述べている）。住み込みのジャンク屋へアムロを招き入れ、ジオンのモビルスーツを参考に開発したガンダム用の回路（小説『密会〜アムロとララァ』ではアクセス・カード）をガンダムの記憶回路に取り付けるよう嬉々とした様子でアムロに手渡す。アムロはその回路が時代遅れの代物であることを分かっており、故郷で母親に会ったことを話しても気にも留めない、変わり果てた父親の態度に落胆し、別れたあとで投げ捨てている。
第34話ではアムロが翌日ふたたび会いに訪れるが、渡した回路が絶大な効果があったとの（嘘の）返答に満足し、その後は自身の研究に夢中になり、相手にしていない。劇場版ではアムロが「さようなら、父さん」と独白したあとに去っている。WBのサイド6出港直後にコンスコン機動艦隊を相手にガンダムが大活躍している様子をテレビ中継で見て熱狂。ガンダムの勝利を見届けると、「地球連邦軍万歳だ！」と両手を上げる。劇場版では更に興奮し、玄関を開け万歳したあと、足を滑らせて階段を転げ落ち、動かなくなる。

## 生死について
『ガンダム』総監督の富野喜幸（由悠季）は、サイド6でのテム・レイ再登場前に発行された雑誌『アニメージュ』1979年12月号では、アムロの父親は死んだのかとの問いに対し、死んでおらずもう一度出てくる、そして物語が終わっても死なないと答えている。
『ガンダム』が予定通り第52話まで放送された際のあらすじを富野が記した通称「トミノメモ」では、ジオンのソフィア（フラナガンの当初の名前）によるMSのマグネットコーティング理論を横流しし、フラナガン機関に暗殺されたことがモスク・ハンから語られることとされている。
実際に放送されたテレビ版では、前述の通り生死に関する描写はまったくない。劇場版『めぐりあい宇宙』のアフレコ台本でも、階段を転落する様子は記されているものの、生死については記されていない。
1997年に富野が、アニメ『ファースト・ガンダム』そのもののダイジェスト版として著した小説『密会〜アムロとララァ』では、劇場版と同様に階段から転落した際に死亡したとされている。

## テム・レイの回路
サイド6にてアムロに手渡されたガンダム用の回路部品（前述）は、漫画『機動戦士ガンダム デイアフタートゥモロー ―カイ・シデンのメモリーより―』では、テム・レイが過去に製作した自慢の発明品としている。これは本編でアムロが回路をテムから託された際、すぐ「古いモノ」だと理解できた理由付けとなっている。漫画内では、のちにアムロによってハロの学習回路として利用されている。
「スーパーロボット大戦シリーズ」などのゲーム作品では、この回路をモチーフにしたアイテムが登場する。「機体の性能が低下する」「機体の性能が予測できない変化を起こす」など、装備すると何かしらリスクを伴うことが多い。
USBハブ
現実においても、2007年秋にバンプレストがコンビニエンスストアを中心に販売したスピードくじ「一番くじ」のシリーズ商品「機動戦士ガンダム 脱戦士編」の景品の1つとして、テム・レイの回路の外観を再現したUSBハブが「こんなものHUB賞」として登場。性能についても、わざと当時から一昔前の規格であるUSB1.1専用にしてあるという、こだわりの一品である。
Gの影忍
いかなる経緯によるものか主人公リョウガが入手しており、「超獣戯画」のエピソードにおいて「こんなもの」として技術集団・地這衆への報酬に提供された。
疾風!アイアンリーガー
第18話において、セーガルが正体を隠して野良試合の挑戦状を送り付けた際に（色は無地だが）テム・レイの回路と同じ形のパワーアップパーツを同封していた。
スペース☆ダンディ
第10話において、ミャウの父の工場でテム・レイの回路そっくりのパーツが大量生産されていた。それが一体何なのかは、作っているミャウの父にも分からなかった。

## 機動戦士ガンダム THE ORIGINにおいて
漫画『機動戦士ガンダム THE ORIGIN』では、ミノフスキー物理学の開祖でジオンMSの生みの親であるミノフスキー博士の直弟子として登場。民間企業アナハイム・エレクトロニクスのMS開発部長としてガンキャノンの開発責任者を務めている。テム・レイ自身はその出来に満足しておらず、巨大な工場設備があればより凄いものが造れると心の叫びを上げるなど人間的な一面が描かれている。また、ミノフスキー博士を尊敬しつつも対抗意識をもっており、博士の死を利用してガンダム開発プランを提示し、開発に着手することが「開戦編」「ルウム編」で描かれた。
また、『機動戦士ガンダム THE ORIGIN』においても、最後に階段から落ちた際に後頭部を強打する描写があるが、死亡したかは不明である。

## その他の登場作品
漫画
ガンダム伝説第1話 RX-78誕生秘話（『ガンダムマガジン』第1号掲載）
ジオン軍の捕虜であるアルガをテストパイロットに起用し、ガンダムの開発を進める姿が描かれている。敵の捕虜をV作戦へ関与させることに上層部が懸念する中、唯一MS開発に携わる同志としてアルガを信頼していた。なお、開発にあたっては通常のMSよりも小型のガンダムの雛形も製作している。
機動戦士ガンダム MSV-R 宇宙世紀英雄伝説 虹霓のシン・マツナガ
宇宙世紀0079年7月、ジャブローに各方面から集まったMSパイロット志願兵たちをセキ技術大佐とともに眺める様子が描かれている。
機動戦士ガンダム バンディエラ
命令違反で一時的に離籍した連邦軍MSパイロットのシモン・バラが、サイド6にいるテムに1日に一度、補給物資や食料を届ける。その実は、膨大な重要機密を頭に抱え込んだまま酸素欠乏症にかかってしまったテムの「見張り」であった。アパートの管理人は管制局の指示により、時折テムの書いた図面などの荷物を焼却しているが、焼却されかけていたところをシモンが入手し、別れ際にテムが託した1枚の図面が、お蔵入り寸前だったガンダム・タイプの機体を完成に導く。
ゲームブック
機動戦士ガンダム0080 消えたガンダムNT
酸素欠乏症は偽りで、秘かに次世代MSの開発に携わっている様子が描かれている。また、戦士としての甘さが残っているアムロに健常者であることをあえて告げなかったうえ、渡した回路部品もスパイ対策用のダミーであったなど、正史とは展開が大きく異なる。
ゲーム
機動戦士ガンダム ギレンの野望 アクシズの脅威V
酸素欠乏症から回復したテムが連邦・ジオンを問わず、全勢力の技術者に協力を呼びかけて一軍を成し、地球圏の統一を図るという架空のシナリオが存在する。
SDガンダム スカッドハンマーズ
ガンダムおよびガンダムハンマーの開発者としてホワイトベースのクルーとなり、息子のアムロをパイロットにさせ、ガンダムハンマーのみでジオン軍と立ち向かわせている。ビームライフルやビームサーベルなども開発段階では存在していたが、テムによって廃案となった。ゲーム内では「親父の閃き」というシステムがあり、νガンダムの武装である「フィンファンネル」を開発することがある。

## 担当声優
- 清川元夢 - テレビ版・劇場版
- 坂口候一 - 『THE ORIGIN』
- 越後屋コースケ - 『GQuuuuuuX』

## 評価
『愛と戦いのロボット 完全保存版』で発表されたアンケート「みんなで選ぶロボットアニメーションベスト100」では、「一番極悪な悪役・敵役は？」で第89位にランクインした。